# 大曾根庄三郎
大曾根庄三郎（おおそねしょうざぶろう、1802年3月8日 - 1888年3月30日）は、明治時代に細川氏に仕えていた藩士。攘夷派を尊重した肥後勤皇党で実権を握るが、開国論を受けた後、倒幕派になる。別名を彰明(しょうめい)と言う。

## 概要
肥後勤皇党の中心人物として、攘夷派として積極的に活動。後、開国論を崇高し、倒幕派になり戊辰戦争に参戦した。

## 生涯
1802年3月8日に肥後国(現・熊本県)内坪井町で熊本藩長老の大曾根良留の三男として生まれる。六人兄弟で上に2人の兄(大曾根勘一朗、大曾根氏二郎)と1人の姉。下に1人の姉と1人の弟大曾根幸吉がいた。
なお庄三郎が生まれた地の内坪井町は熊本城の城下町で横井小楠とは家が近く、幼なじみの関係であった。
1811年。庄三郎が九歳の時に時習館に通い、朱子学を重んじた。
1828年に庄三郎は居寮生になると、1830年に講堂世話役を務めた。しかし1832年に酒屋で城下町の商人と喧嘩になり謹慎処分を貰う。時習館の塾長になる予定だったが一方的に押し切られ無かった事になってしまった。1837年藩命により江戸に遊学。横井小楠と同行した。林檉宇の門下生となり、佐藤一誠、松崎慊堂らに会う。また、江戸滞在中に幕臣の川路聖謨や水戸藩士の藤田東湖など、全国の有為の士と親交を結んだ。しかし12月25日に藤田東湖が開いた忘年会に庄三郎も出席。
同行していた横井小楠が酔った勢いで藩外のものと喧嘩になり、同席していた庄三郎も1840年2月9日に藩の江戸留守居役から帰国の命令を下された。庄三郎は2回目だった事もあり、藩主・細川斉護が激怒。父・良留が擁護したが160日間の逼塞と言う、重罰を受けた。その際に｢国家律令策｣を起草した。1841年に実学党が積極的な治国安民・利用厚生・実践躬行を学問の本旨とし、そうした活動を通じて自らの内面を高めて真実を見出し始めこれに反発。学校党を率いる松井章之と協力体制に入ったが、交流のある横井小楠と、長岡是容、萩昌国などの実学党の集団から交渉体制に入ると肥後勤皇党の中心人物となり実学党と協力し、学校党と対立した。しかし1855年に横井小楠が開国論を唱えると攘夷派であった庄三郎は、是容に巻き込まれ反発。小楠と絶交状態になってしまい、庄三郎は坪井派に所属し、沼山津派の小楠と対立した事で熊本藩を混乱させた。
1851年に父親が死亡すると、父の職・長老を引き継ぎ長尾藩などと親交を深めた。
1861年11月絶縁状態だった小楠と会談した際に仲直りし、小楠の榜示犯禁事件で小楠を擁護した。1862年に江戸に行き、坂本龍馬、岡本健三郎、本多正訥らと出会って庄三郎は安房国に行っていたが、小楠らが襲撃された事件で士道忘却の罪で小楠が処分されると異議を言いに行こうとするが、正訥になだめられて
1865年に肥後国に帰国している。
1867年坂本龍馬から開国論を受ける。庄三郎は攘夷派の意見が古い事を受け、倒幕派になっている。
熊本藩が戊辰戦争で明治新政府に加わると、庄三郎もそれに乗じた。
彰義隊討伐作戦に参戦した。
1888年に死亡。死後しばらくして熊本県にあった墓所が千葉県に移っている。

## 評価
- 横井小楠
  - ｢幼少期から彼と共にしていた時間は素晴らしいものだった。聡明で寛大な心の持ち主である。『意地を張るのでは無く、逆の考え方をする事で、多様な考え方が生まれる』と申した時に、彼の人柄に感心した。｣
- 本多正訥
  - ｢彼は自分の考えで軸が無く、曖昧な人間であった。横井先生が士道忘却の罪で罰せられた際もただ感情を怒り通している様に思えた。我がなだめると何故怒っているのかも理解しておらなかった。｣
- 坂本龍馬
  - ｢庄三郎先生と関わったのは江戸の時、小楠先生と同行していた時と肥後国に行った時のみだったが、彼は攘夷派の人間であるのに自分の開国論を否定せずに聞いてくれた。庄三郎先生の柔軟な考え方に自分は衝撃を受けた。｣